# 五加村 (長野県)
五加村（ごかむら）は長野県埴科郡にあった村。現在の千曲市中部、しなの鉄道線千曲駅の西方、千曲川右岸にあたる。

## 地理
- 河川：千曲川

## 歴史
- 1889年（明治22年）4月1日 - 町村制の施行により、上徳間村(中徳間・十夜河原を含む)・内川村(一里塚を含む)・千本柳村(荒屋を含む)・小船山村・中村の旧松代藩領の区域をもって発足。（小船山と中村は更級郡に属し向八幡村と称していた）
- 同年　6月1日 - 米沢圭作が村長に就任。（「年表戸倉町の今昔」より）
- 戸倉学校千本柳支校が戸倉学校から分離し、中村・小船山の旧凪弦学校区は鋳物師屋学校から分離して五加尋常小学校として合併。（同上）
- 1890年（明治23年）4月1日 - 千本柳に五加巡査駐在所を設置。（同上）
- 1892年（明治25年）4月1日 - 五加小学校二階建て校舎建設するも棟上げ直前の大風で倒壊。この頃千本柳に救済会（無尽会）が設立。（同上）
- 1896年（明治29年）4月1日 - 五加尋常小学校を五加尋常高等小学校と改称。（同上）この年の洪水は戌の満水以来の水嵩と伝わる。
- 1898年（明治31年）6月4日 - 千本柳に五加銀行が設立。後に株式会社となる。（同上）
- 同年　9月6日 - 千曲川が増水し上徳間地区と一里塚地区の全戸が浸水。小船山の全戸に土砂５寸以上を沈積し耕地の３割を流失。（同上）
- 同年　9月 - 各学校に学校医を配置。生徒に年１回の身体検査を実施。（同上）
- 1899年（明治32年）4月14日 - 赤地三右衛門が村長に就任。（同上）
- 同年  12月 - 五加銀行の支店が戸倉（上町）と更級（仙石）に新築。（同上）
- 1900年（明治34年）内川に公会場を新築。内川区の文化センターと位置付け、内川倶楽部と命名。（同上）
- 1901年（明治34年）11月 - 千本柳に蚕種同業組合が発足。（同上）
- 1902年（明治35年）3月20日 - 五加購買組合が設立。（同上）
- 4月22日 - 緑川与一郎が村長に就任。(同上)
- 9月2日 - 五加農工補習学校が開校。（同上）
- 12月 - 内川中央報徳社が発足。（同上）
- 1906年（明治39年）3月1日 - 飯島正一郎が村長就任。（同上）
- 1907年（明治40年）4月1日 - 五加郵便局が千本柳に開局。（同上）
- 5月 - 日露戦没者忠魂碑を五加小学校に建立。内川に共同購買組合が設立。（同上）
- 8月24日 - 千曲川の洪水で五加村三ケ用水取水口が埋没。（同上）
- 1908年（明治41年）4月1日 - 小学校の6年義務化。五加小学校に高等補習科を設置。（同上）
- 5月14日 - 霜害被害甚大のため五加小学校の修学旅行が中止。（同上）
- 11月 - 内川銀行が資本金1万円で設立。（同上）
- 1909年（明治42年）1月 - 内川区内の社祠・石像等を粟島社境内に集める。（同上）
- 1910年（明治43年）3月17日 - 米沢兵吾が村長に就任。（同上）
- 8月11日 - 明治期最大の千曲川の洪水。堤防決壊4か所の防備用材に上徳間や内川・荒屋地区の立ち木を切り尽くす。浸水家屋173戸。床上浸水17戸（上徳間1・千本柳1・小船山5・中10）浸水井戸千本柳18・小船山25・中49。（同上）
- 1911年（明治44年）3月10日 - 内川同志会が農事改良農村風俗改善の成績顕著として大農会総裁により表彰。（同上）
- 6月20日 - 内川同志会が源氏蛍3篭（3万匹）を皇孫3名に献上。（同上）
- 9月11日 - 五加郵便局の電信電話事務が開始。（同上）
- 1913年（大正2年）11月 - 五加小学校の雨天体操場が落成。（同上）
- 1914年（大正3年）3月17日 - 宮城与惣右衛門が村長に就任。（同上）
- 1916年（大正5年）6月28日 - 五加小学校庭の記念樹の桐を切って運動（5月27日海軍記念日開催の埴科17ケ町村小学校連合大運動会？）に便じたため村と学校間に紛争。（同上）
- 1917年（大正6年）3月31日 - 中村周太郎が村長に就任。（同上）
- 1918年（大正7年）11月5日 - 五加農工補習学校を五加実業補習学校と改称。（同上）
- 1919年（大正8年）5月 - 内川区に県内初の小作組合が組織され小作料の減免運動が起こる。（同上）
- 1920年（大正9年）4月29日 - 内川に大火。８戸２６棟を焼失。（同上）
- 1921年（大正10年）5月3日 - 宮入真一が村長に就任。（同上）
- 1923年（大正12年）2月21日 - 瀬在要吉が村長に就任。（同上）
- 1926年（大正15年）5月13日 - 五加信用組合が設立。（同上）
- 6月 - 千本柳区の用水の水門工事が竣工。（同上）
- 10月 - 五加青年訓練所が開所。（同上）
- 1927年（昭和2年）2月21日 - 竹内万太郎が村長に就任。（同上）
- 1930年（昭和5年）11月30日 - 全農内川支部が県連の応援を得て小作料減免を要求して大示威運動を行い、地主側も組合を結成して対抗して警官隊の動員もあって、この小作争議は解決に2年余を要した。（同上）
- 1931年（昭和6年）2月21日 - 米沢喜代司が村長に就任。（同上）
- 1932年（昭和7年）1月22日 - 内川の小作組合が赤色自営消防団を結成して出初式を行う。農民歌を歌ってデモを敢行。（同上）
- 4月26日 - 春原俊一郎が村長に就任。（同上）
- 1934年（昭和9年）9月14日 - 瀬在国太郎が村長に就任。（同上）
- 1935年（昭和10年）9月16日 - 五加実業補習学校と青年訓練所を併合し五加青年学校となる。（同上）
- 1936年（昭和11年）12月 - 竹内万太郎が村長に就任。（同上）
- 1937年（昭和12年）10月 - 内川区国道端蛍橋脇に親子地蔵が建立。（同上）心中した一家を供養のためと伝わる。
- 1938年（昭和13年）2月10日 - 内川の蛍（ヘリコプター農薬散布で消滅）と神代欅（伊勢湾台風で倒木撤去）が長野県の天然記念物に指定。（同上）
- 1939年（昭和14年）4月1日 - 青年学校が義務化。消防組を警防団と改組。（同上）
- 1940年（昭和15年）12年24日 - 飯島正胤が村長に就任。（同上）
- 1941年（昭和16年）4月1日 - 五加尋常高等小学校を五加国民学校と改称。（同上）
- 8月1日 - 国民保険に加入。（同上）
- 1944年（昭和19年）4月1日 - 五加青年学校が組合立青年学校（屋代）に統合。（同上）
- 9月12日 - 五加国民学校に池袋第一国民学校・西巣鴨第一国民学校・時習国民学校の疎開学童348名を受け入れる。（同上）
- 12月17日 - 五加国民学校の校歌制定(同上)。作詞山田良春。作曲渋谷修。
- 12月24日 - 米沢喜代司が村長に就任。(同上)
- 1945年（昭和20年）3月18日 - 国民学校初等科を除き1年間の授業を中止して軍需工場へ学徒を動員。(同上)
- 1947年（昭和22年）4月1日 - 国民学校が小学校と改称。新制中学校が併設され義務制となる。組合立青年学校が解散。統合前の町村に分散して五加青年学校がおかれる。(同上)
- 4月5日 - 第一回町村公選となり共産党の中村浩が村長に就任。(同上)
- 5月20日 - 緑川一郎が村議会議長に就任。(同上)
- 6月30日 - 米沢嘉久太が村議会議長に就任。(同上)
- 7月1日 - 冠着山共有林が五加・更級両村に寄付される。(同上)
- 8月13日 - 浅間山が大噴火。地域にも降灰被害。(同上)
- 8月 - 警防団が元の消防団に改組。(同上)
- 12月21日 - 農業協同組合が発足。(同上)
- 1948年（昭和23年）3月31日 - 五加青年学校が廃校。(同上)
- 1949年（昭和24年）内川の長泉寺の木造聖観音菩薩坐像（伝元戸隠顕光寺本尊）が文部省重要美術品に指定。(同上)
- 1951年（昭和26年）2月8日 - 村長がリコールにより離職。(同上)
- 4月28日 - 米沢嘉久太が村長に就任。(同上)
- 5月8日 - 中村武一が村会議長に就任。(同上)
- 1952年（昭和28年）9月1日 - 五加地区の土地改良工事着工。(同上)
- 1955年（昭和30年）4月30日 - 宮入繁敏が無投票当選で村長に就任。(同上)
- 1955年（昭和30年）7月1日 - 上徳間・内川・千本柳・小船山が戸倉町と合併し、改めて戸倉町が発足。中が埴生町に編入。同日五加村廃止。
- 1959年（昭和34年）6月1日 - 埴生町が屋代町・更級郡稲荷山町・八幡村と合併して更埴市が発足。
- 2003年（平成15年）9月1日 - 更埴市・戸倉町が更級郡上山田町と合併して千曲市が発足。

## 交通

### 鉄道路線
村域を日本国有鉄道の信越本線（現・しなの鉄道線）が通過したが、駅は所在しなかった。

### 道路
- 国道18号